# Gare de Cannes-La-Bocca
Gare de Cannes-La-Bocca – stacja kolejowa w Cannes, w departamencie Alpy Nadmorskie, w regionie Prowansja-Alpy-Lazurowe Wybrzeże, we Francji.
Jest stacją Société nationale des chemins de fer français (SNCF), obsługiwaną przez cykliczne pociągi TER relacji Nicea-Les-Arcs-Draguignan (Ventimiglia/Mandelieu-la-Napoule lub Ventimiglia/Cannes-la-Bocca).